# Pedagógiai Könyvtár (könyvsorozat)
A Pedagógiai Könyvtár egy 20. század elején megjelent magyar pedagógia könyvsorozat, amely Kornis Gyula szerkesztésben a következő köteteket tartalmazta:
- 1. Friml Aladár: Az 1777-i Ratio educationis. Ford., bevezetéssel és jegyzetekkel ellátta: –. 271 l.
- 2. Montaigne pedagógiai tanulmányai. Ford., bevezetéssel és jegyzetekkel ellátta: Birkás Géza. Montaigne arcképével. 139 l.
- 3. Erasmus: A gyermekek nevelése. A tanulmányok módszere. Ford., bevezetéssel és jegyzetekkel ellátta: Péter János. 129 l.
- 4. Locke: Gondolatok a nevelésről. Ford., bevezetéssel és jegyzetekkel ellátta: Mutschenbacher Gyula. 232 l.
- 5. [a] Willmann Ottó: Didaktika I. A műveltség, művelődés és oktatás elmélete. A művelődésügy történeti tipusai. A 4. kiad. után ford.: Schütz József. 1917. 364 l.
- 5. [b] Willmann Ottó: Didaktika II. A műveltség, művelődés és oktatás elmélete. A művelődés céljai. A műveltség tartalma. A művelő munka. A művelődésügy. A 4. kiad. után ford.: Schütz József. 1935. 478 l.[1]